# Черепашки-ниндзя (мультсериал, 2012) (1 сезон)
Первый сезон Черепашек-ниндзя выходил в эфир на канале Nickelodeon с 29 сентября 2012 года по 8 августа 2013 года в США. Сезон знакомит зрителей с четырьмя черепашками: Леонардо (озвучивает Джейсон Биггз), Донателло (озвучивает Роб Полсен), Рафаэль (озвучивает Шон Астин) и Микеланджело (озвучивает Грег Сайпс).

## История создания
21 октября 2009 года состоялся пресс-релиз на котором было сообщено, что Viacom купил у Питера Лэрда все права на бренд «Черепашки-ниндзя» за 60 миллионов долларов и будет создаваться мультсериал в формате CGI для семейства каналов Nickelodeon и трансляция начнётся в 2012 году. Фильм по мотивам мультсериала, выпущенный компанией Paramount Pictures (также под руководством Viacom), дебютировал в 2014 году.
Джейсон Биггз озвучивает Леонардо, Роб Полсен озвучивает Донателло. В июне 2011 года было подтверждено, что Шон Астин озвучивает Рафаэля и Грег Сайпс озвучивает Микеланджело. В августе 2011 года стало известно, что Мэй Уитман озвучивает Эйприл О’Нил. В апреле 2012 года было объявлено, что Фил Ламарр будет озвучивать Бакстера Стокмана и Нолан Норт будет озвучивать инопланетную расу, известную как Крэнги, а Розанна Барр будет озвучивать лидера Крэнгов. Актриса Келли Ху утвердилась на роль Караи в мае 2012 года.
На официальный сайт канала Nickelodeon, перед официальным релизом мультсериала, были выложены картинки. Изображения показывали компьютерные модели всех четырёх черепах, Шреддера, Сплинтера, Эйприл О’Нил (в подростковом возрасте), а также Крэнгов, инопланетной расы, содержащих в себе черты Крэнгов и Утромов. Трейлер для мультсериала был показан 21 июня 2012 года на канале Nickelodeon (США).

## Актёрский состав

### Главные роли
- Джейсон Биггз — Леонардо (26 серий)
- Шон Астин — Рафаэль (26 серий)
- Грег Сайпс — Микеланджело (26 серий)
- Роб Полсен — Донателло (26 серий)

### Повторяющиеся роли
- Хун Ли — Хамато Йоши / Сплинтер (24 серии)
- Мэй Уитман — Эйприл О’Нил (19 серий)
- Нолан Норт — Крэнги (16 серий)
- Кевин Майкл Ричардсон — Ороку Саки / Шреддер (15 серий)
- Брайан Блум — Капитан Рэйн (10 серий)
- Клэнси Браун — Крис Брэдфорд / Осторозуб (9 серий)
- Кристиан Ланц — Ксевер Монтес / Саблезуб (9 серий)
- Скотт Менвилль — Крэншоу (8 серий)
- Келли Ху — Караи (6 серий)
- Кит Сильверстин — Кирби О’Нил (6 серий)
- Фил ЛаМарр — Бакстер Стокман (5 серий)
- Джим Мескимен — Карлос Чанг О’Брайн Гамбе (5 серий)
- Эндрю Кишино — Фонг, Сид (4 серии)
- Розанна Барр — Главный Крэнг (2 серии)
- Бен Кросс — Доктор Майнстронг (2 серии)
- Джеффри Комбс — Доктор Виктор Фалько / Крысиный Король (2 серии)
- Дэнни Джейкобс — Змейк / Змейквьюн (2 серии)
- Питер Лури — Кожеголовый (2 серии)
- Кассандра Петерсон — Мисс Кэмпбэлл (2 серии)
- Саб Симоно — Мураками (2 серии)
- Роджер Крэйг Смит— Тимоти / Пульверизатор (2 серии)

### Гостевые роли
- А.Дж. Бакли — Голубь Пит
- Льюис Блэк — Вик / Паукус
- Анна Грейвс — Селестиал
- Сиро Ниели — Доставщик Пиццы
- Джеймс Си — Цой
- Фред Таташор — Иван Старанко
- Кэри Уолгрен — Джоан Гроди
- Фрэнк Уэлкер —  Доктор Тайлер Роквэлл

## Эпизоды
| № общий | № в сезоне | Название                                                                   | Режиссёр                                                                | Автор сценария                   | Премьера в США   | Произв. код | Зрители США (миллионы) |
| --- | ---------- | -------------------------------------------------------------------------- | ----------------------------------------------------------------------- | -------------------------------- | ---------------- | ----------- | ---------------------- |
| 12 | 12         | «Rise of the Turtles» «Черепашки выходят на поверхность»                   | Michael Chang                                                           | Joshua Sternin и J.R. Ventimilia | 29 сентября 2012 | 101-102     | 3.92                   |
| 1-я часть: Когда черепашки впервые выходят из канализации на поверхность, они становятся свидетелями того, как Эйприл О'Нил и её отца Кирби похищают Крэнги. Донни убеждает братьев, что их долг — спасти О'Нилов. 2-я часть: Черепашки выясняют где держат О'Нилов после похищения. Они устраивают атаку на убежище Крэнгов и им приходиться сразиться с мутантом-растением. |            |                                                                            |                                                                         |                                  |                  |             |                        |
| 3 | 3          | «Turtle Temper» «Черепаший нрав»                                           | Alan Wan                                                                | Jeremy Shipp                     | 6 октября 2012   | 103         | 3.25                   |
| Во время боя с Крэнгами, Рафаэль приходит в ярость, когда обычный житель Нью-Йорка снимает черепашек на телефон и угрожает разослать видео всему миру. Во время спасательной операции жителя, заснявшего черепашек на камеру, он мутирует в паукообразное существо, которое с лёгкостью справляется с черепашками. Чтобы одолеть мутанта, Раф учится контролировать свой гнев и в итоге побеждает. |            |                                                                            |                                                                         |                                  |                  |             |                        |
| 4 | 4          | «New Friend, Old Enemy» «Новый друг, старый враг»                          | Juan Jose Meza-Leon                                                     | Joshua Hamilton                  | 13 октября 2012  | 104         | 2.80                   |
| Чтобы доказать что черепашки могут дружить с людьми, Майки использует социальную сеть, чтобы подружиться с Крисом Брэдфордом, популярным мастером боевых искусств, который на самом деле является лучшим учеником Шреддера. |            |                                                                            |                                                                         |                                  |                  |             |                        |
| 5 | 5          | «I Think His Name is Baxter Stockman» «Кажется, его зовут Бакстер Стокман» | Michael Chang и Ciro Nieli                                              | Joshua Sternin и J.R. Ventimilia | 20 октября 2012  | 105         | 3.40                   |
| Сплинтер сажает черепашек под домашний арест из-за того, что Майки катался на скейтборде в логове. Когда черепашки скрытно от Сплинтера сбегают из логова, несмотря на его указания, они теряют Ч-Под (который содержит в себе важный чип) и теперь должны победить Бакстера Стокмана, работника ИТКИ, который использует чип, чтобы модернизировать его броню и отомстить компании ИТКИ за его увольнение. |            |                                                                            |                                                                         |                                  |                  |             |                        |
| 6 | 6          | «Metalhead» «Металлическая Голова»                                         | Juan Jose Meza-Leon                                                     | Tom Alvarado                     | 27 октября 2012  | 106         | 3.61                   |
| Уставший использовать в качестве своего оружия деревянное бо Донателло создаёт Металлическую Голову, робота, управляемого дистанционным пультом, который должен сражаться вместо него. Когда у Металлической Головы происходит сбой в программе и он начинает подчиняться Крэнгам, Донни должен найти способ остановить его. |            |                                                                            |                                                                         |                                  |                  |             |                        |
| 7 | 7          | «Monkey Brains» «Обезьяньи мозги»                                          | Alan Wan                                                                | Russ Carney и Ron Corcillo       | 3 ноября 2012    | 107         | 3.69                   |
| Донни и Эйприл объединяются в команду, чтобы расследовать исчезновение британского нейрохимика доктора Тайлера Роквелла. Расследование приводит их к странному обезьяне-мутанту. Они понимают, что Роквелл и есть та самая обезьяна-мутант, который используется в эксперименте его коллегой доктором Виктором Фалко. |            |                                                                            |                                                                         |                                  |                  |             |                        |
| 8 | 8          | «Never Say Xever» «Никогда не говори Ксевер»                               | Michael Chang                                                           | Kenny Byerly                     | 10 ноября 2012   | 108         | 2.92                   |
| После битвы с Пурпурными Драконами в магазине лапши, Лео боится, что он показывает слишком много милосердия к врагам. Шреддер посылает за черепашками Ксевера Монтеса вместе с фут-клановцами. Всё становится ещё хуже, когда Ксевер берёт владельца магазина лапши, мистера Мураками, в заложники. |            |                                                                            |                                                                         |                                  |                  |             |                        |
| 9 | 9          | «The Gauntlet» «Перчатка»                                                  | Juan Jose Meza-Leon                                                     | Joshua Sternin и J.R. Ventimilia | 17 ноября 2012   | 109         | 2.80                   |
| После того как Эйприл получила послание от отца, переданное голубем-мутантом по имени Пит, она и черепашки отправляются на миссию по спасению отца Эйприл и спасению Нью-Йорка от мутагенной бомбы. Но черепашки оказываются совершенно не готовы к встрече с Шреддером, который нападает на них. Случайно на Криса Брэдфорда и Ксевера попадет мутаген и они мутируют. |            |                                                                            |                                                                         |                                  |                  |             |                        |
| 10 | 10         | «Panic in the Sewers» «Паника в канализации»                               | Alan Wan                                                                | Jeremy Shipp                     | 24 ноября 2012   | 110         | 2.92                   |
| После ночного кошмара Сплинтера, где Шреддер побеждает черепашек, он начинает тренировать сыновей в режиме 24/7. Вскоре черепашкам предстоит защитить дом в канализации, потому что Шреддер приказывает уничтожить его с помощью хлорсульфоновой кислоты (опасный химикат, сильно реагирующий на воду). |            |                                                                            |                                                                         |                                  |                  |             |                        |
| 11 | 11         | «Mousers Attack!» «Атака маусеров!»                                        | Michael Chang                                                           | Kenny Byerly                     | 8 декабря 2012   | 111         | 3.37                   |
| Пурпурные Драконы пытаются украсть телефон Эйприл. Одновременные угрозы от Пурпурных Драконов и роботов маусеров, изобретённых Бакстером Стокманом, заставляют черепашек разбиться на две группы: Лео и Раф, Донни и Майки. |            |                                                                            |                                                                         |                                  |                  |             |                        |
| 12 | 12         | «It Came From the Depths» «Он пришёл из глубин»                            | Juan Jose Meza-Leon                                                     | Russ Carney и Ron Corcillo       | 15 декабря 2012  | 112         | 3.46                   |
| После того как черепашки спасают миссисипского аллигатора от Крэнгов, Майки ухаживает за ним и становится ему другом. Черепашки узнают, что у аллигатора Кожеголового есть аккумулятор Крэнгов, который они ни за что не должны вернуть себе. |            |                                                                            |                                                                         |                                  |                  |             |                        |
| 13 | 13         | «I, Monster» «Я, монстр»                                                   | Michael Chang                                                           | Jase Ricci                       | 25 января 2013   | 114         | 2.61                   |
| Черепашки должны спасти город и разум Сплинтера от доктора Виктора Фалко, который мутировал в Крысиного Короля. |            |                                                                            |                                                                         |                                  |                  |             |                        |
| 14 | 14         | «New Girl In Town» «Новая девчонка в городе»                               | Alan Wan                                                                | Jeremy Shipp                     | 1 февраля 2013   | 113         | 2.33                   |
| Змейквьюн (мутант из первой серии) возвращается и похищает людей. Устав от постоянной критики Рафа на тему как надо быть лидером, Леонардо уходит и ставит на место себя Рафаэля. После ухода Леонардо встречает девушку-ниндзя по имени Караи, которая пытается заманить его на тёмную сторону. |            |                                                                            |                                                                         |                                  |                  |             |                        |
| 15 | 15         | «The Alien Agenda» «Инопланетный план»                                     | Juan Jose Meza-Leon                                                     | Kenny Byerly                     | 8 февраля 2013   | 115         | 2.42                   |
| Леонардо и Рафаэль обсуждают доверие к Караи. Черепашки впервые приходят в школу, когда школьный проект Эйприл привлекает внимание Крэнгов. Караи узнаёт о существовании Крэнгов и пытается рассказать об этом Шреддеру, но ему это не интересно. Караи следует за черепашками в лабораторию Крэнгов, где её находит Раф. Все события приводят к очередному сражению с Крэнгами. |            |                                                                            |                                                                         |                                  |                  |             |                        |
| 16 | 16         | «The Pulverizer» «Пульверизатор»                                           | Alan Wan                                                                | Russ Carney и Ron Corcillo       | 15 февраля 2013  | 116         | 2.55                   |
| Донателло превращает вагон метро Кожеголового в военный фургон, Майки называет его Панцеробус. Во время тест-драйва Панцеробуса, черепашки встречают их первого фаната — подростка в костюме, который борется с преступниками под именем «Пульверизатор», который на самом деле является ленивым подростком, который не имеет представления как защищать себя. В это время, Бакстер Стокман создаёт для Саблезуба кибернетические ноги, используя украденные технологии Крэнгов, а сами Крэнги ищут потерянный аккумулятор. |            |                                                                            |                                                                         |                                  |                  |             |                        |
| 17 | 17         | «TCRI» «ИТКИ»                                                              | Michael Chang                                                           | Joshua Sternin & J.R. Ventimilia | March 1, 2013    | 117         | 2.15                   |
| Во время проникновения в ИТКИ (Исследовательский Техно-Космический Институт), чьё местоположение было сообщено черепашкам Кожеголовым, они узнают о настоящих планах Крэнгов — открыть портал в Измерение X и начать вторжение. Черепашки пытаются остановить Крэнгов и это приводит к их сражению с Траагом. Во время боя, Майки находит Устройство Для Хранения Информации Крэнгов. Донателло расшифровывает информацию и понимает, что главная цель Крэнгов — Эйприл. |            |                                                                            |                                                                         |                                  |                  |             |                        |
| 18 | 18         | «Cockroach Terminator» «Таракан-терминатор»                                | Juan Jose Meza-Leon                                                     | Jeremy Shipp                     | 15 марта 2013    | 118         | 2.19                   |
| Донателло создаёт шпиона-таракана, который должен следить за Крэнгами в ИТКИ. Черепашки узнают, что Крэнги собираются просверлить Землю до ядра. Во время слежки, таракан случайно мутирует. Когда черепашки находят таракана, они узнают, что его цель — Рафаэль, так как он пытался уничтожить его ранее, вследствие боязни тараканов. |            |                                                                            |                                                                         |                                  |                  |             |                        |
| 19 | 19         | «Baxter's Gambit» «Гамбит Бакстера»                                        | Alan Wan                                                                | Jase Ricci                       | 5 апреля 2013    | 119         | 2.30                   |
| Стокман просит у Шреддера разрешение на использование своего нового изобретения, которое уничтожит черепашек. На самом же деле, Стокман пытался уничтожить не только черепашек, но и отомстить Острозубу и Саблезубу за то, что они угрожали ему. Он заманивает их всех в смертельный лабиринт, который называет «Лабиринт Страха». Теперь черепашки, Острозуб и Саблезуб должны заключить временное перемирие, чтобы выбраться из лабиринта живыми. В это время Сплинтер пытается подобрать идеальное оружие для Эйприл, в то время как она узнаёт больше о прошлом Сплинтера. |            |                                                                            |                                                                         |                                  |                  |             |                        |
| 20 | 20         | «Enemy of My Enemy» «Враг моего врага»                                     | Michael Chang                                                           | Kenny Byerly                     | 12 апреля 2013   | 120         | 2.31                   |
| Когда вторжение Крэнгов угрожает уничтожением черепашкам и всему миру, Караи решает объединиться с черепашками. Объединение с Караи становится не такой плохой затеей, тем более, что она может украсть у Шреддера более мощные оружия. Но когда черепашки решают навсегда распрощаться со Шреддером, доверие Караи улетучивается и теперь черепашки должны победить Шреддера, Караи и Крэнгов. |            |                                                                            |                                                                         |                                  |                  |             |                        |
| 21 | 21         | «Karai's Vendetta» «Месть Караи»                                           | Juan Jose Meza-Leon и Sebastian Montes                                  | Russ Carney и Ron Corcillo       | 27 апреля 2013   | 121         | 3.05                   |
| После того как черепашки узнают о планах Крэнгов заменить Земную воду на Крэнг-воду, они проникают на подводную базу Крэнгов, охраняемую морским созданием из Измерения X. Шреддер допрашивает пойманного Крэнга и узнаёт, что Эйприл является не только союзником черепашек, но и ключом Крэнгов к захвату всей Земли и он посылает Караи поймать Эйприл. Эйприл успешно убегает от Караи, но когда оказывается в ловушке, проигрывает, но сбегает, использовав урок Сплинтера о том, как вывести противника из равновесия. |            |                                                                            |                                                                         |                                  |                  |             |                        |
| 22 | 22         | «The Pulverizer Returns!» «Пульверизатор возвращается!»                    | Alan Wan                                                                | Jeremy Shipp                     | 11 мая 2013      | 123         | 2.78                   |
| Сплинтер заставляет черепашек поменяться оружием и научиться использовать всё вокруг, как боевое средство. Шреддер узнаёт о том, как работает мутаген и планирует создать целую армию мутантов. Пульверизатор, ставший одним из фут-клановцев, помогает черепашкам узнавать, что планирует Шреддер. Когда он по доброй воле соглашается быть испытуемым в экспериментах с мутагеном, черепашки должны спасти его. |            |                                                                            |                                                                         |                                  |                  |             |                        |
| 23 | 23         | «Parasitica» «Паразиты»                                                    | Michael Chang                                                           | Pete Goldfinger                  | 20 июля 2013     | 122         | 2.19                   |
| Во время исследования разрушенной базы Крэнгов, на черепашек нападает огромная мутант-оса, которая жалит Лео. После того как оса погибла, черепашки находят яйцо, которое Лео предлагает отнести в логово. Той же ночью Раф пытается уничтожить яйцо, но его останавливает Лео, который находится под воздействием токсина осы, который заставляет его охранять яйцо. Лео кусает Рафа, заражая его. Майки и Донни пытаются вылечить его, но Донни кусают во время схватки и он не успевает закончить антидот. Донни объясняет Майки как приготовить антидот, после чего поддаётся токсину и кусает Майки. Последний заканчивает антидот и лечит себя и братьев, в то время, когда новорождённые осы вылупились из яйца. Позже Майки уничтожает их с помощью пушки в Панцеробусе. |            |                                                                            |                                                                         |                                  |                  |             |                        |
| 24 | 24         | «Operation: Break Out» «Операция: Вырваться»                               | Michael Chang                                                           | Jase Ricci                       | 27 июля 2013     | 124         | 2.15                   |
| В попытке произвести впечатление на Эйприл, Донни в одиночку врывается на базу Крэнгов, чтобы спасти Кирби (отца Эйприл). Донни спасает Кирби, но они оба оказываются в ловушке вместе с опасным мутантом под именем Нейтритон. Эйприл слышит звуки, которых не слышит Сплинтер. Черепашки спасают Кирби и убегают от Нейтритона. Они приводят Кирби в логово, где он воссоединяется с его дочерью, но они не знают, что Кирби находится под влиянием Крэнгов. |            |                                                                            |                                                                         |                                  |                  |             |                        |
| 2526 | 2526       | «Showdown» «Решающее сражение»                                             | Juan Jose Meza-Leon и Sebastian Montes (1-я часть) Alan Wan (2-я часть) | Joshua Sternin и J.R. Ventimilia | 8 августа 2013   | 125-126     | 3.14                   |
| 1-я часть: Крэнги собираются начать вторжение и черепашки должны их остановить. Им необходимо закрыть портал перед тем, как появится Технодром и также освободить Эйприл из плена Крэнгов, которую они схватили с помощью Шреддера. Черепашки уничтожают ИТКИ, но Технодром уже проходит через портал. 2-я часть: Черепашки должны пробраться на Технодром, чтобы спасти Эйприл. Сплинтер выходит лицом к лицу со Шреддером после победы над Острозубом и Саблезубом. Когда он узнаёт в Караи свою давно потерянную дочь Миву (которой Шреддер сказал, что Сплинтер убил её мать), он в печали отступает. В Технодроме, черепашки должны одолеть Лидера Крэнгов, чтобы спасти Эйприл перед тем, как Крэнги соберут образец её ДНК.                                               |            |                                                                            |                                                                         |                                  |                  |             |                        |